# Despotico
Despotico ou Despotiko (em grego:  Δεσποτικό) é uma ilha desabitada da Grécia, no mar Egeu. Faz parte do arquipélago das Cíclades. Fica a oeste da ilha de Antiparos e a leste da melhor ilha de Strongili.
Despotico foi ocupada pela Civilização Cicládica desde o III milénio a.C., como atesta a presença de um cemitério no local designado por Zumbaria e vestígios no local denominado Cheriomlos.